# إدوين أشبي
إدوين أشبي (بالإنجليزية: Edwin Ashby)‏ هو عالم طيور وعالم نبات أسترالي، ولد في 2 نوفمبر 1861، وتوفي في 8 يناير 1941.